# Edward Seymour, I conte di Hertford
Edward Seymour (22 maggio 1539 – Southampton, 6 aprile 1621) è stato un nobile inglese, primo conte di Hertford.

## Biografia
Dal 1547, quando suo padre fu creato duca di Somerset, Edward Seymour venne designato erede per quel titolo. Studiò a suo tempo con il giovane principe Edward, futuro Edoardo VI, e fu nominato cavaliere in occasione dell'incoronazione.
Il 7 aprile 1550 venne inviato in Francia come ostaggio, ritornando tre settimane dopo. Dopo la caduta in  disgrazia di suo padre e l'esecuzione di suo figlio, gli venne impedito di ereditare i suoi titoli e la maggior parte della sua ricchezza. Alcune delle terre di suo padre e dei beni vennero restituiti a lui da Edoardo VI, anche se egli dovette fare affidamento su Sir John Thynne per un sostegno finanziario. La regina Elisabetta I lo creò conte di Hertford nel 1559.

## Matrimoni

### Lady Catherine Grey
La sua prima moglie, Lady Catherine Grey, era una potenziale pretendente al trono inglese e la legge aveva stabilito che sposarsi senza avvisare il Sovrano era reato. I due si sposarono grazie alla complicità di un sacerdote anonimo a Hertford House, prima del 25 dicembre 1560. Il matrimonio venne tenuto segreto fino ad agosto dell'anno successivo, quando Catherine divenne visibilmente incinta e si confidò con Lord Robert Dudley. Per ordine di Elisabetta i due sposi segreti vennero confinati nella Torre. Catherine venne imprigionata immediatamente, mentre Seymour venne imprigionato al suo ritorno. Durante la custodia, i due furono interrogati in merito a tutti gli aspetti del loro matrimonio, ma entrambi affermarono di averne dimenticato la data.
Una commissione venne quindi avviata, guidata da Mons. Parker, nel mese di febbraio 1562. Sotto questa pressione, Lady Catherine dichiarò infine di aver aspettato che Elisabetta uscisse dalla capitale per Eltham Palace. I servi furono interrogati e nessuno di loro riuscì a ricordare la data esatta delle nozze. Il sacerdote non fu trovato, ma proseguendo le indagini si scoprì la data precisa: 27 novembre.
Suo figlio Edward fu dichiarato illegittimo e il padre fu multato £ 15.000 dalla Star Chamber per aver "sedotto una vergine di sangue reale."
Nonostante tutto questo, il conte trovò modo di continuare i rapporti coniugali con la moglie all'interno della Torre. Nel febbraio del 1563 nacque il secondo figlio, Thomas Seymour. Lady Catherine morì nel 1568, e a Seymour fu finalmente dato il permesso di uscire dalla torre e gli fu anche consentito di ricomparire davanti ad una corte. Ufficialmente i suoi figli rimasero dei "bastardi". Nel 1576, ormai riabilitato, ottenne il privilegio di portare la spada di Stato al corteo di Elisabetta dei cavalieri della giarrettiera.
Suo figlio maggiore era Edward Seymour, visconte Beauchamp (1561-1612), il cui figlio William Seymour, II duca di Somerset, in seguito venne a sua volta imprigionato per aver sposato segretamente Arbella Stuart. In realtà, Edward, William, e il fratello maggiore William e un altro Edward, erano tutti, in vari momenti, considerati possibili mariti per Arbella.

### Frances Howard
Nel 1582, sposò la sua seconda moglie, Frances Howard. La loro unione venne celebrata in segreto e tale rimase per quasi un decennio, con Frances che continuò a svolgere il ruolo di gentildonna della Camera Privy. Edward Seymour fu arrestato di nuovo, mentre Frances morì nel 1598.

### Frances Pennell
Nel maggio del 1601, Edward sposò in segreto la ricca vedova Frances Prannell, nata Howard (quindi omonima per nome e cognome della moglie precedente), figlia di Thomas Howard, I visconte di Bindon. Il matrimonio fu celebrato da Thomas Montfort senza pubblicazioni o licenza, motivo per il quale lo stesso Monfort venne sospeso per tre anni dal suo ufficio da Mons. John Whitgift.